# Pribidoli
Pribidoli (cyr. Прибидоли) – wieś w Bośni i Hercegowinie, w Republice Serbskiej, w gminie Srebrenica. W 2013 roku liczyła 103 mieszkańców.